# 李尧咨
李尧咨（?—?），元朝大臣，元世祖时中书参知政事。
1256年，忽必烈派遣李尧咨以安车征召王鹗，王鹗与魏璠同被召见。李尧咨后来担任佥制国用使司。至元七年（1270年）正月初六，罢免耶律铸、廉希宪。立尚书省，罢制国用使司。平章政事忽都察儿为中书左丞相，国子祭酒许衡为中书左丞，制国用使司阿合马平章尚书省事，同知制国用使司事张易同平章尚书省事，李尧咨和制国用使司副使张惠、麦术丁并参知尚书省事。至元九年（1272年）正月初五，并尚书省入中书省。平章尚书省事阿合马、同平章尚书省事张易为中书平章政事，参知尚书省事张惠为中书左丞，李尧咨、麦术丁转任参知中书政事。李尧咨担任中书参知政事至至元十二年（1275年）。
| 前任： 阿里别 张惠 | 元朝参知政事 1270年—1275年 同时担任：张惠、阿里别、麦术丁 | 繼任： 郝祯 |